# 70-й мотострілецький полк (РФ)
70-й мотострілецький полк (70 МСП, в/ч 71718) — формування мотострілецьких військ Збройних сил Російської Федерації чисельністю у полк. Пункт постійної дислокації — м. Шалі, Чеченська республіка. Перебуває у складі 42-ї мотострілецької дивізії, Південний військовий округ.
Полк був створений 2017 року. У 2022 році брав участь у повномасштабному вторгненні Росії до України, де вели наступ на сході.

## Історія
Полк був сформований у 2017 році з колишньої 17-ї мотострілецької бригади.

### Російське вторгнення в Україну 2022 року
8 квітня 2022 року повідомлялося, що начальник штабу полку підполковник Андрій Безлюдько був ліквідований в Україні. Сам Безлюдько родом з Черкас, зрадив Україну у 2014 році і перейшов на бік окупанта.
11 квітня повідомлялося, що Сили спецоперацій України у Донецькій області завдали втрат 1-й батальйонно-тактичній групі полку. Був ліквідований командир БТГр разом зі своїм начальником штабу.
11 січня 2024 року у місті Шалі сталася пожежа, в якій згорів штаб полку.

## Воєнні злочини
У другій половині травня 2024 року поблизу населеного пункту Роботине військовослужбовці 70 МСП здійснили воєнний злочин ― розстріляли українських військовополонених, епізод страти було зафіксовано на відео.

## Структура
Станом на 2017 рік:
- Управління;
- 5 батальйонів:
  - 3 мотострілецьких,
  - танковий,
  - СпП;
- 2 дивізіони
  - гаубичний артилерійський
  - зенітний ракетно-артилерійський;
- 6 рот: снайперів, розвідувальна, інженерно-саперна, зв'язку, ремонтна, МЗ; 2 взводи — РХБЗ і комендантський.

## Озброєння
Станом на 2017 рік:
- 31 од. Т-72Б3;
- 129 од. МТ-ЛБ 6МБ і МТ-ЛБ ВМК (планують переозброєння на БМП-2/3);
- 18 од. 120 мм мінометів 2С12 «Сани»;
- 18 од. 152 мм САУ 2С19 «Мста-С»;
- 4 од. ЗРК «Стріла-10»;
- 4 од. ЗРАК 2С6 «Тунгуска».

## Втрати
Із відкритих джерел відомо про деякі втрати полку:

### Російсько-грузинська війна
| п/п | Прізвище, ім'я, по-батькові                                | Звання  | Дата народження | Дата смерті |
| --- | ---------------------------------------------------------- | ------- | --------------- | ----------- |
| 1.  | Кумаров Серик Киводатович (рос. Кумаров Серик Киводатович) | рядовий |                 | 10.08.2008  |

### Російсько-українська війна
| п/п | Прізвище, ім'я, по-батькові                                   | Звання            | Дата народження | Дата смерті   |
| --- | ------------------------------------------------------------- | ----------------- | --------------- | ------------- |
| 1.  | Билков Євген Володимирович (рос. Былков Евгений Владимирович) | старший лейтенант | 12.11.1989      | 06.03.2022    |
| 2.  | Лєбєдєв Михайло Андрійович (рос. Лебедев Михаил Андреевич)    | капітан           | 18.03.1989      | 01.04.2022    |
| 3.  | Бичков Євген Олексійович (рос. Бычков Евгений Алексеевич)     | рядовий           |                 | до 14.06.2022 |